# 24 прелюдии, соч. 11
24 прелюдии для фортепиано, соч. 11 — цикл из 24 фортепианных миниатюр, написанных русским композитором Александром Скрябиным в период с 1888 по 1896 годы. 24 прелюдии являются одним из первых опубликованных опусов Скрябина в сотрудничестве с Митрофаном Беляевым в Лейпциге (Германия) — в одном сборнике с 12 этюдами, соч. 8 (1894—1895).

## Структура цикла
24 прелюдии Скрябина были созданы по образцу цикла из 24 прелюдий Фредерика Шопена, Соч. 28, которые также охватывают все 24 мажорные и минорные тональности и следуют той же их последовательности: до мажор, ля минор, соль мажор, ми минор, ре мажор, Си минор и так далее, чередуя мажорные тональности с их параллельными минорами и следуя восходящему квинтовому кругу.
Считается выдающимся сборником среди ранних произведений Скрябина, с пьесами от лёгких для исполнения до технически сложных. Среди них наиболее яркие, по мнению исследователей: прелюдии № 2 ля минор, № 3 соль мажор, № 6 си минор, № 8 фа-диез минор, № 14 ми-бемоль минор, № 15 ре-бемоль мажор, № 16 си-бемоль минор, № 18 фа минор и № 24 ре минор.
| №  | Тональность       | Год создания | Место создания |
| -- | ----------------- | ------------ | -------------- |
| 1  | До мажор          | 1896         | Москва         |
| 2  | Ля минор          | 1896         | Москва         |
| 3  | Соль мажор        | 1895         | Гейдельберг    |
| 4  | Ми минор          | 1888         | Москва         |
| 5  | Ре мажор          | 1896         | Амстердам      |
| 6  | Си минор          | 1889         | Киев           |
| 7  | Ля мажор          | 1896         | Москва         |
| 8  | Фа-диез мажор     | 1896         | Париж          |
| 9  | Ми мажор          | 1896         | Москва         |
| 10 | До-диез минор     | 1894         | Москва         |
| 11 | Си мажор          | 1896         | Москва         |
| 12 | Соль-диез минор   | 1895         | Вицнау         |
| 13 | Соль-бемоль мажор | 1896         | Москва         |
| 14 | Ми-бемоль минор   | 1895         | Дрезден        |
| 15 | Ре-бемоль мажор   | 1896         | Москва         |
| 16 | Си-бемоль минор   | 1896         | Москва         |
| 17 | Ля-бемоль мажор   | 1895         | Вицнау         |
| 18 | Фа минор          | 1895         | Вицнау         |
| 19 | Ми-бемоль мажор   | 1895         | Гейдельберг    |
| 20 | До минор          | 1896         | Москва         |
| 21 | Си-бемоль мажор   | 1896         | Москва         |
| 22 | Соль минор        | 1895         | Париж          |
| 23 | Фа мажор          | 1895         | Вицнау         |
| 24 | Ре минор          | 1895         | Гейдельберг    |

## Прелюдия до мажор, соч. 11, № 1
Прелюдия до мажор Александра Скрябина, соч. 11, № 1, была написана в ноябре 1895 года в Москве. Здесь виртуозное владение правой педалью фортепиано в произведении Скрябина собирает кластеры из семи различных диатонических нот в изысканную гармонию, которую сам Скрябин называл «психическим сдвигом».
Вся мелодия этой прелюдии состоит из 240 восьмых нот, являющихся начальным аккордом этого произведения C-D-E-F-G-A с до-мажорной тоникой в басу. Значение времени для каждой восьмой ноты меняется всякий раз, когда меняется темп, как можно заметить во второй группе нот во 2-м такте, которая составляет менее половины темпа второй группы в 14-м такте. Вся пьеса состоит из 26 тактов и исполняется около одной минуты в темпе, обозначенном Vivace.

## Прелюдия ля минор, соч. 11 № 2
Прелюдия ля минор Александра Скрябина, соч. 11, № 2, была написана в 1896 году в Москве. В музыке прелюдии есть явные черты жанра вальса, однако многие его особенности остаются скрытыми. Типичным для вальса является трехдольный метр, равномерная ритмическая пульсация, а также очень выразительная и плавная ритмически мелодия. Фактура же, типичная для вальса (бас, после которого следуют два аккорда) чаще всего заменяется композитором (бас — аккорд — бас и иные варианты).
Очень большое значение для этой прелюдии, написанной в простой двухчастной репризной форме, имеет фактор тишины — сама прелюдия начинается с паузы в мелодии, и её фактурные пласты как бы постепенно подключаются к музыкальному развитию.

## Прелюдия ми минор, соч. 11, № 4
Прелюдия ми минор Скрябина, соч. 11, № 4, написанная в Москве в 1888 году, была первой из 24 прелюдий, соч. 11, написанных Скрябиным. Изначально задуманная как баллада, пьеса была переработана до её нынешнего вида и озаглавлена как прелюдия. Балладе, которая так и осталась неоконченной, Скрябин дал литературную программу.
Несмотря на то, что в партиях обеих рук звучат яркие мелодии, партия левой руки считается самой красивой из них.
Структурной формой этой композиции является период повторного строения, состоящий из первого предложения (такты 1-8), второго (9-14), расширения (15-19) и коды (20-24). Вторая фраза мелодии повторяет первую на кварту ниже.
Прелюдия состоит из 24 тактов, написана в медленном темпе Lento, и её исполнение занимает около двух минут.

## Прелюдия ми мажор, соч. 11, № 9
Прелюдия ми мажор, соч. 11, № 9, длится 36 тактов, её исполнение занимает почти полторы минуты. Исполняется в темпе Andantino. Являет собой яркий образец скрябинской умиротворённой лирики. Несмотря на указанную тональность, партия левой руки чаще всего исполняет пассажи в тональности до-диез минор, в то время как правая рука относительно последовательно остаётся в пределах ми мажора, придавая пьесе уникальную «неопределённую» тональную окраску.
Пьеса начинается с нежной мелодии в партии левой руки, звучащей в до-диез миноре, сопровождаемой отчетливо выраженными мажорными аккордами в партии правой руки. Частые большие ноны и большие септимы придают произведению изысканный гармонический колорит. В восьмом такте хроматическая гамма в левой руке поднимается вверх к ноте до-диез, после чего повторяются первые четыре такта начальной мелодии. На этот раз в качестве дополнительного контрапункта в правой руке используется триоль с включённым в неё пунктирным ритмом.
В тринадцатом такте мы видим дальнейшее развитие мелодии с использованием сильных, но коротких крещендо и диминуэндо. Следующие четыре такта служат переходом ко второму разделу в такте 17, где парящая теноровая мелодия сопровождается красочными гармониями в правой руке. Этот раздел продолжается до 30-го такта, когда остаётся звучать одинокая нота до-диез первой октавы, после чего начальная мелодия повторяется, используя вариацию партии правой руки из девятого такта. Пьеса заканчивается автентической каденцией с впервые появившемся в пьесе в качестве заключительного аккорда тоническим трезвучием ми мажора, исполненным арпеджио.
Одним из признанных критиками исполнений этого произведения является исполнение Михаила Плетнёва на его диске «Скрябин: 24 прелюдии / сонаты 4 и 10».

## Прелюдия до-диез минор, соч. 11, № 10
Прелюдия до-диез минор Скрябина, соч. 11, № 10, состоит из всего 20 тактов и исполняется менее полутора минут в темпе Andante. Прелюдия написана в двухчастной репризной форме. В первой части в гармонии присутствуют таинственные большие септимы и тритоны. Короткая середина в тональности ми мажор носит лирический характер. Как и многие более медленные произведения Скрябина, прелюдия исполняется с многочисленными темповыми отклонениями (rubato).
Первая часть, как уже упоминалось, очень загадочна, поскольку Скрябин использует много тритонов и септим, которые придают особое звучание тональности до-диез минор. В первых 8 тактах присутствуют модуляции в соль-диез минор и фа-диез минор. В девятом такте, отмеченном как «con anima», появляется мелодия в ми мажоре с использованием более традиционных гармоний, но пьеса лишь четырьмя тактами позже снова погружается в атмосферу первых тактов. Отмеченная тремя forte, начальная мелодия звучит в полную силу, здесь Скрябин использует широкий диапазон фортепиано.
Одним из признанных критиками исполнений этого произведения является исполнение Михаила Плетнева на его диске «Скрябин: 24 прелюдии / сонаты 4 и 10». Другая запись, сделанная Владимиром Горовицем в 1956 году, была найдена на диске RCA/Victor «Горовиц играет Скрябина».